# Clinus heterodon
Clinus heterodon är en fiskart som beskrevs av Valenciennes, 1836. Clinus heterodon ingår i släktet Clinus och familjen Clinidae. Inga underarter finns listade i Catalogue of Life.